# Danny Heatley
Danny Heatley (Gran Bretagna, ...) è un batterista britannico, figlio del bassista jazz Spike Heatley.
La band con cui ha suonato per più tempo è stata Shane MacGowan and the Popes.

## Carriera musicale
Ha suonato la batteria con gruppi del calibro di The Satellites, The Exploited, The Boothill Footappers, The Men They Couldn't Hang, Blubbery Hellbellies, Lucky Saddles, Auntie & The Men From Uncle, Catpeople, Brian James Dripping Lips, Shane MacGowan and the Popes, The Pogues, DubCats, Creation Rockers e molte altre minori. Al momento vive a Londra, nel quartiere di Shepherd's Bush, dove insegna la batteria e lavora al proprio materiale solista. Ha due figli.
Attualmente, con il nome di Drummie Dan, suona la batteria in un gruppo che si chiama Ghetto Priest & the Mothers of Mayhem.